# Бёге, Эренфрид
Эренфрид Оскар Бёге (нем. Ehrenfried Oskar Boege; 11 ноября 1889 — 31 декабря 1965) — немецкий офицер, участник Первой и Второй мировых войн, генерал пехоты, кавалер Рыцарского креста с Дубовыми листьями.

## Начало военной карьеры
В сентябре 1913 года поступил на военную службу фанен-юнкером (кандидат в офицеры), в пехотный полк.

## Первая мировая война
С 6 августа 1914 года — лейтенант, командир пехотного взвода. С января 1916 года — командир штурмовой пулемётной группы. С ноября 1916 года — командир пулемётной роты. С апреля 1918 года — старший лейтенант. За время войны награждён Железными крестами обеих степеней.

## Между мировыми войнами
В 1919 году служил на германо-польской границе в Силезии. За бои против поляков награждён Силезским Знаком за заслуги (Силезский орёл). Продолжил службу в рейхсвере.
К началу Второй мировой войны — начальник курса в военном училище, подполковник.

## Вторая мировая война
С декабря 1939 года — командир пехотного полка, с февраля 1940 года — полковник.
В мае-июне 1940 года — участвовал во Французской кампании, награждён планками к Железным крестам обеих степеней (повторное награждение).
С 22 июня 1941 года участвовал в германо-советской войне, командир полка 28-й пехотной дивизии. Бои в Белоруссии, в районе Смоленска, под Москвой. В декабре 1941 года награждён Рыцарским крестом.
С февраля 1942 года — командир 197-й пехотной дивизии, с апреля 1942 года — генерал-майор. Бои в районе Ржева. В январе 1943 года награждён Золотым немецким крестом, произведён в звание генерал-лейтенант. С ноября 1943 года — в командном резерве.
С марта 1944 года — командующий 43-м армейским корпусом. Бои под Нарвой, затем в Латвии. С июня 1944 года — в звании генерал пехоты. В сентябре 1944 года награждён Дубовыми листьями к Рыцарскому кресту.
С сентября 1944 года — командующий 18-й армией. Бои в Курляндском котле.
9 мая 1945 года, после капитуляции Германии, взят в советский плен.

## После войны
Отпущен из советского плена в Западную Германию в октябре 1955 года.

## Награды
- Железный крест (1914) 2-го класса (30 сентября 1914)
- Железный крест (1914) 1-го класса (6 февраля 1917)
- Почётный крест Первой мировой войны 1914/1918 с мечами (1934)
- Пряжка к Железному кресту (1939) 2-го класса (16 июня 1940)
- Пряжка к Железному кресту (1939) 1-го класса (16 июня 1940)
- Нагрудный штурмовой пехотный знак в серебре (18 октября 1941)
- Медаль «За зимнюю кампанию на Востоке 1941/42» (6 августа 1942)
- Немецкий крест в золоте (13 января 1943)
- Рыцарский крест Железного креста с дубовыми листьями
  - рыцарский крест (22 декабря 1941)
  - дубовые листья (№ 594) (21 сентября 1944)
- Упомянут в Вермахтберихте (11 октября 1943)
- Манжетная лента «Курляндия»